# Andrzej Dylewski
Andrzej Bolesław Dylewski (ur. 4 sierpnia 1957) – polski perkusista, występował razem z Tadeuszem Nalepą i Izabelą Trojanowską oraz grał w zespołach Mech i Lady Pank.
Absolwent Akademii Muzycznej im. F. Chopina w Warszawie.
Zamieszkał w Stanach Zjednoczonych, gdzie prowadzi studio muzyczne „Media Sound” i gra w zespole Dylewski & Taylor Band.

## Dyskografia

### Albumy studyjne
- 1982 – Izabela Trojanowska – Układy
- 1983 – Mech – Bluffmania
- 1983 – Mech – Tasmania
- 1986 – Lady Pank – LP 3
- 1991 – Stan Borys – 1991
- 1997 – Andrzej Dylewski – Pictures From The Past

### Single
- 1985 – W labiryncie